# Subruncinator
Dans la mythologie romaine, Subruncinator était le dieu du désherbage, action d'enlever les mauvaises herbes des cultures.
Ce dieu, associé à Cérès, est célébré par le flamen cerialis,.
Une divinité féminine du nom de Runcina lui correspondait.